# Aphelinus maculatus
Aphelinus maculatus är en stekelart som beskrevs av Yasnosh 1979. Aphelinus maculatus ingår i släktet Aphelinus och familjen växtlussteklar. Inga underarter finns listade i Catalogue of Life.